# Siřičitany

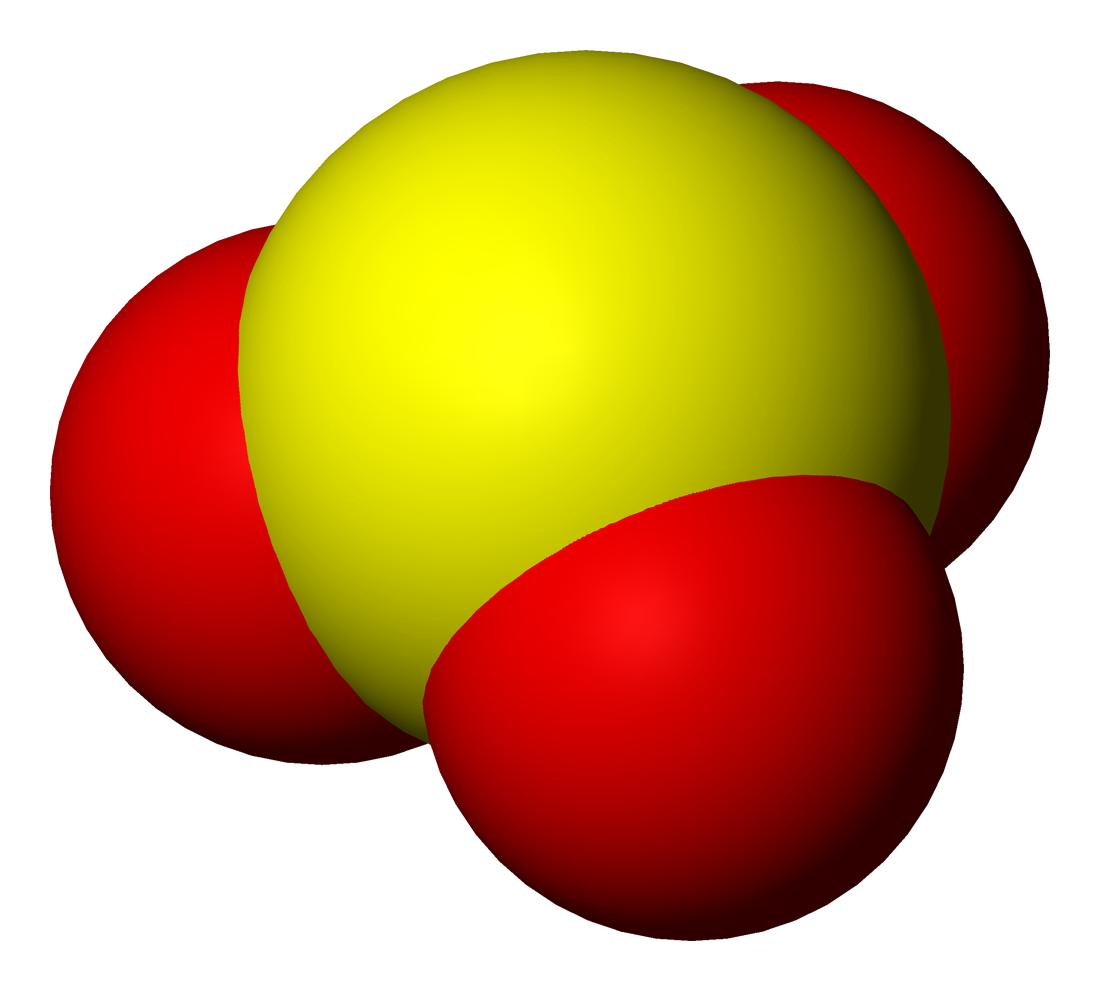
Model iontu SO. Žlutý je atom síry, červené tři atomy kyslíku.

Siřičitany (latinský a mezinárodní název sulfity) jsou sloučeniny, které obsahují siřičitanový anion SO 2−
3  tvořící konjugovanou bázi kyseliny siřičité.
Používají se například v potravinářství jako konzervanty a vybělovací prostředky (mouky). Jde o alergen v potravinách číslo 12. Jsou obsaženy ve vínech, pivu, uzeninách. Dalším typickým výrobkem konzervovaným siřičitany je sušené ovoce.